# Skunk malý
Skunk malý (Spilogale pygmaea) je malá nápadně zbarvená šelma z čeledi skunkovití. Žije na západním pobřeží Mexika. Je to nejmenší ze všech skunků, dosahuje hmotnosti maximálně 0,3 kilogramu a délky do 30 cm (včetně ocasu). Jedná se o nočního tvora, který se živí především hmyzem, pavoukovci a dalšími členovci. V období sucha se může více orientovat na drobné hlodavce či jiné malé živočichy; přilepšuje si i rostlinnou potravou. Nepřátelům se brání vystřikováním páchnoucího výměšku řitních žláz. IUCN ho řadí mezi zranitelné druhy.

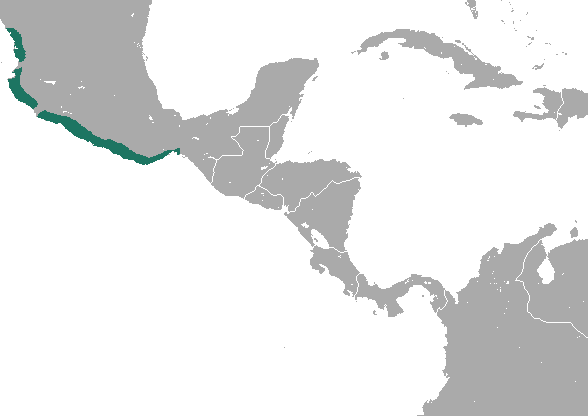
Oblast rozšíření skunka malého (zeleně)

## Výskyt
Skunk malý obývá poměrně úzký pruh podél pacifického pobřeží Mexika, oblast mezi státy Sinaloa a Oaxaca. Je to mexický endemit. Žije v řidčeji zalesněných a křovinatých oblastech, příliš hustým lesům se vyhýbá. Většinou se nachází nedaleko pobřežních oblastí, ve vnitrozemí je vzácný. Obvykle se vyskytuje do nadmořské výšky 100 metrů, méně často do 350 metrů, výjimečně až do 1630 metrů.

## Popis
Odborný název Spilogale pygmaea vystihuje fyzickou podstatu druhu. V překladu to znamená „malá skvrnitá lasička“.
Skunk malý je nejmenší ze všech skunků. Stavbou těla se nejvíce ze všech skunků podobá lasicím. Má prodloužený trup a poměrně krátké končetiny. Disponuje klasickým skunčím zbarvením, tedy černo-bílou kombinací. Od ostatních skvrnitých skunků rodu Spilogale se liší tím, že je menší a celkově štíhlejší a má bílý pruh, který mu prochází přes čelo a táhne se na oba boky. Tělo dosahuje délky 18 až 22 cm (nejčastěji okolo 20 cm), ocas měří 5 až 8,7 cm. Váží od 0,13 do 0,32 kg. Samci jsou poněkud větší a mívají i delší ocas. Zubní vzorec je 3/3 (řezáky), 1/1 (špičáky), 3/3 (premoláry), 1/2 (moláry).

## Biologie

### Chování
Skunk malý je noční živočich. Schovává se v norách/doupatech vyhloubených do země, ve skalních rozsedlinách, v dutinách spadlých stromů či v detritu. Někdy vyleze i na strom. Kromě období rozmnožování žije samotářským životem. Samci brání svá teritoria o rozloze přibližně 0,2 km² před jinými samci, samice na svém území tolerují. Někteří jedinci vykazují zvědavé chování i v blízkosti člověka. Narušitelům někdy hrozí tak, že dupou nohama. Svůj páchnoucí sekret umístěný u řitního otvoru používají jen zcela výjimečně, například jsou-li uchopeni, anebo když se potenciální nepřítel přiblíží na velmi malou vzdálenost.

### Obživa
Hlavní složkou potravy skunků malých jsou rozliční bezobratlí a z nich především hmyzí larvy. Mají rádi i zástupce stonožkovců, což značí preferenci nutričně vysoce výživných živočichů. Dále se živí různými jinými členovci, například pavouky a štíry. Pojídají i malé plazy, ptáky, netopýry, slimáky a korýše (např. raky). V době sucha se mohou přeorientovat na jiný zdroj potravy než obvykle konzumují. Roli rezervní stravy pro ně hrají například malí hlodavci, především pytlouši. Nicméně hlodavci jsou v jejich potravě zastoupeni v menším množství než u ostatních skvrnitých skunků. Z nemasité stravy konzumují vejce, semínka, ovoce a části vegetace.

### Rozmnožování
Rozmnožování má sezónní charakter. K páření dochází mezi dubnem a začátkem srpna. Doba březosti se pohybuje od 43 do 51 dní, v čemž je pravděpodobně zahrnuto i krátké a nepravidelné období odložené nidace. Samice vrhají mláďata mezi červencem a zářím. Počet malých skunků ve vrhu se pohybuje od 1 po 6, průměrná porodní váha je 6,9 gramu. Mláďata jsou slepá a hluchá celý první měsíc, zuby se vyvinou v průběhu druhého měsíce života.

### Úmrtnost, paraziti, nemoci
Zbytky skunka malého byly nalezeny ve vývržku sovy pálené. Dalšími předpokládanými predátory jsou hadi, případně jacíkoliv masožravci přiměřené velikosti. Predace ze strany psů a koček domácích je v některých oblastech častá.
Paraziti skunků malých jsou klíšťata, tasemnice, hlístice a vrtejši.

## Ohrožení
Mezinárodní svaz ochrany přírody hodnotí skunka malého jako zranitelný druh, mexická vláda jako ohrožený. Důvodem je malá oblast výskytu, pokračující úbytek nepříliš velké populace a rostoucí tlak na biotop ze strany lidí. Šelmička nicméně život v blízkosti lidí snáší poměrně dobře, avšak nebezpečím jí mohou být dravá domácí zvířata. Lidé skunky malé loví, dělají z nich vycpaniny a prodávají je na trzích, například v Acapulcu. Západní pobřeží Mexika prochází velkým rozvojem, rozšiřuje se infrastruktura, roste turistický ruch. To vše má negativní vliv na mnohé místní živočichy, skunky nevyjímaje.